# Cyst
Cyst ist eine US-amerikanische Horrorkomödie von Tyler Russell aus dem Jahr 2020. In dem Bodyhorrorfilm mutiert eine Zyste zum Monster.

## Handlung
Die Handlung des Films spielt in den 1960er Jahren. Der Arzt Dr. Guy hat einen neuartigen Apparat namens „Wegmacher“ (englisch: „Get gone“) entwickelt, der das Entfernen von Zysten vereinfachen soll. Am letzten Tag der Krankenschwester Patricia hat sich eine Patentkommission angekündigt. Dr. Guy hat sie bereits mehrfach einbestellt, doch immer erfolglos. So geben sie ihm genau eine Stunde Zeit. Patricia, die nichts von der Arbeit des Doktors hält, rät einem Patienten ab. Dr. Guy ruft daher seinen Praktikanten Preston auf, doch dessen Zyste ist der Kommission zu klein. Dr. Guy schickt die Kommission zum Essen und behandelt die Zyste des Patienten mit einer selbst entwickelten Salbe, die diese künstlich vergrößert.
Als sich alle wieder einfinden, ist die Zyste riesig geworden und entwickelt ein Eigenleben. Ein Zystenmonster entsteht, das beginnt die Kommission und die restlichen Patienten anzugreifen und zu töten. Dr. Guy, der immer noch von seinem Patent träumt, riegelt das Krankenhaus ab und versucht die überlebenden Mitglieder der Kommission zu erpressen. Doch seine Maschine versagt. Zwischendurch gesteht er Patricia, die sich als einzige gegen das Monster stellt, seine Liebe, die sie jedoch nicht erwidert. Es hält ihn aber auch nicht davon ab, sie später zu hintergehen.
Im weiteren Verlauf sterben alle Insassen des Krankenhauses einschließlich Dr. Guy. Letztlich gelingt es Patricia, die Maschine zu reparieren und sie kann das Zystenmonster vernichten. Doch ein Stück hat überlebt.

## Hintergrund
Die Idee zum Film kam Regisseur Tyler Russel, als er den Trash-Schauspieler George Hardy kennenlernte, der gleichzeitig auch als Zahnarzt arbeitete. Der Film wurde als augenzwinkernde B-Movie-Hommage gedreht. Der Film wurde daher eine Mischung aus Filmkomödie, Creature Feature und Body-Horror. Dabei bedient er sich der Figur des Verrückten Wissenschaftlers. Er enthält einige Splattereffekte.  Der Film wurde von Schauspielerin Eva Habermann und deren Produktionsfirma Fantomfilm mitproduziert. Eva Habermann hatte George Hardy im Rahmen der Dreharbeiten zu Trolls World – Voll vertrollt! (2020) kennengelernt, weil er in diesem Film seine Rolle aus Troll 2 erneut spielte.
Seine Premiere hatte der Film auf dem britischen FrightFest 2020, das auf Grund der COVID-19-Pandemie im Vereinigten Königreich nur virtuell veranstaltet wurde. Ende 2020 folgte eine Veröffentlichung auf Blu-Ray und DVD. In Deutschland erschien der Film als DVD und Blu-Ray sowohl im limitierten Mediabook als auch als normale Edition am 12. November 2021 in unzensierter Fassung mit FSK18-Freigabe.

## Rezeption
Lutz Granert bezeichnete auf Filmstarts Cyst als „ehrliches Bekenntnis zum Trash. Mit Kunst-Eiter wird hier nicht gekleckert, sondern geklotzt: Die in Deutschland erst ab 18 Jahren freigegebene, simpel gestrickte Horror-Trash-Komödie Cyst verbeugt sich mit altmodischen Effekten vor den B-Movies der 60er und 70er Jahre.“
Die Website Film.at lobte den Film als „scheußlicher, ekliger, witziger Rücksturz in die goldene Creature Feature-Ära, ein fettes Fest für Freunde des Blut & Beulen-Kinos“.
DreadCentral vergab 4½ von fünf Sternen und bezeichnete den Film als Erinnerung, warum man Monsterfilme liebe.